# Kostel svatého Valentina (Chabičov)
Kostel svatého Valentina je neorománský farní kostel římskokatolické farnosti Háj ve Slezsku, který stojí na katastrální území Chabičov. V roce 2015 byl Ministerstvem kultury České republiky prohlášen kulturní památkou České republiky.

## Historie
Na místě dřevěné kaple byla postavena zděná stavba, která byla vysvěcena 14. září 1821. Po vzniku samostatné duchovní správy v Chabičově v roce 1905 bylo přistoupeno k výstavbě nového kostela se stejným zasvěcením. Kostel byl postaven v letech 1910–1911 ostravskou firmou František Grossman podle návrhu Františka Fialy. Kaple byla v roce 1911 odsvěcena a sloužila jako požární zbrojnice. Na konci druhé světové války při osvobozovacích bojích byla zničena a už nebyla obnovena.
Kostel svatého Valentýna byl vysvěcen 17. září 1911 (údaj uvádí 18. září 1911).

## Popis

### Exteriér
Kostel je volně stojící zděná omítaná jednolodní stavba na podélném půdorysu s mělkým transeptem ne zcela tradičně orientovaná ve směru sever–jih, je ukončena odsazeným pětibokým závěrem na jihu a věží v severním průčelí. Kněžiště má patrové polygonální přístavby sakristie a depozitáře na východní a západní straně s oratořemi v patře. V severním průčelí je mírně předsazená hranolová třípatrová věž, která ve zvonovém patře přechází do osmistěnu, a je zakončena odstupňovanou jehlanovou střechou krytou plechem. Ve zvonovém patře jsou na třech stranách prolomeny dvojice obdélných oken v lizénových rámech. Nad zvonovým patrem jsou věžní hodiny. K věži přiléhají po stranách patrové přístavky čtvercového půdorysu. Východní přístavek zabezpečuje vstup kamenným schodištěm na kruchtu a dále do věže. Místnosti v západním přístavku jsou přístupné z interiéru kostela. Vstupní průčelí je tříosé, ve střední ose je profilovaný půlkruhově zaklenutý ústupkový neorománský, silně dekorovaný portál se dvěma vloženými sloupky. Nad portálem je prolomeno kruhové okno. V ostatních osách jsou v patře okna s půlkruhovým záklenkem. Hlavní vstupní dveře jsou dřevěné, dvoukřídlé rámové s kazetovými výplněmi. Fasády jsou vertikálně členěny odstupňovanými opěrnými pilíři, které jsou kryté bobrovkami. Horizontálně je stavba členěná oplechovanou podezdívkou, střídáním strukturovaných a hladkých omítek, profilovanou kordonovou římsou na konzolkách, u věže na krakorečcích a pásem stylizovaných lizén. Nároží průčelí, opěráky a portály jsou zdobeny rustikou.
Střechy lodi a transeptu jsou sedlové, kněžiště a přístavky mají valbovou střechu. Krytinou jsou bobrovky.

### Interiér
Loď má valenou klenbu na pasech s mělkými lunetami, transept má křížovou klenbu s centrálním kruhovým štukovým rámem. Pasy nesou svazkové pilastry se stylizovanými palmetovými hlavicemi. Podlaha je betonová, šachovnicová, v kněžišti je doplněná o stylizovaný květinový vzor. Předsíň má křížovou klenbu. Po pravé straně jsou osazeny tři pamětní desky.

## Galerie

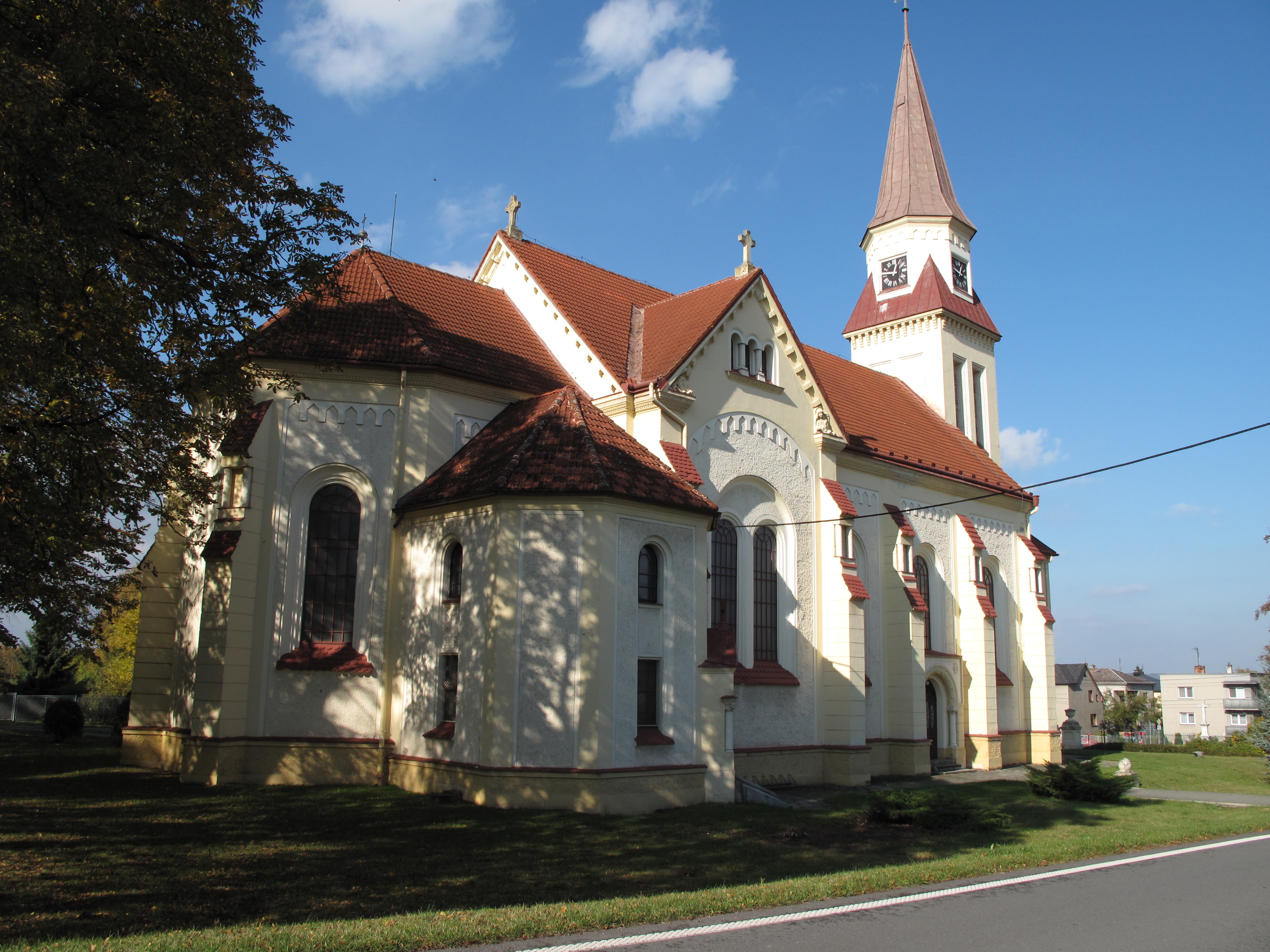
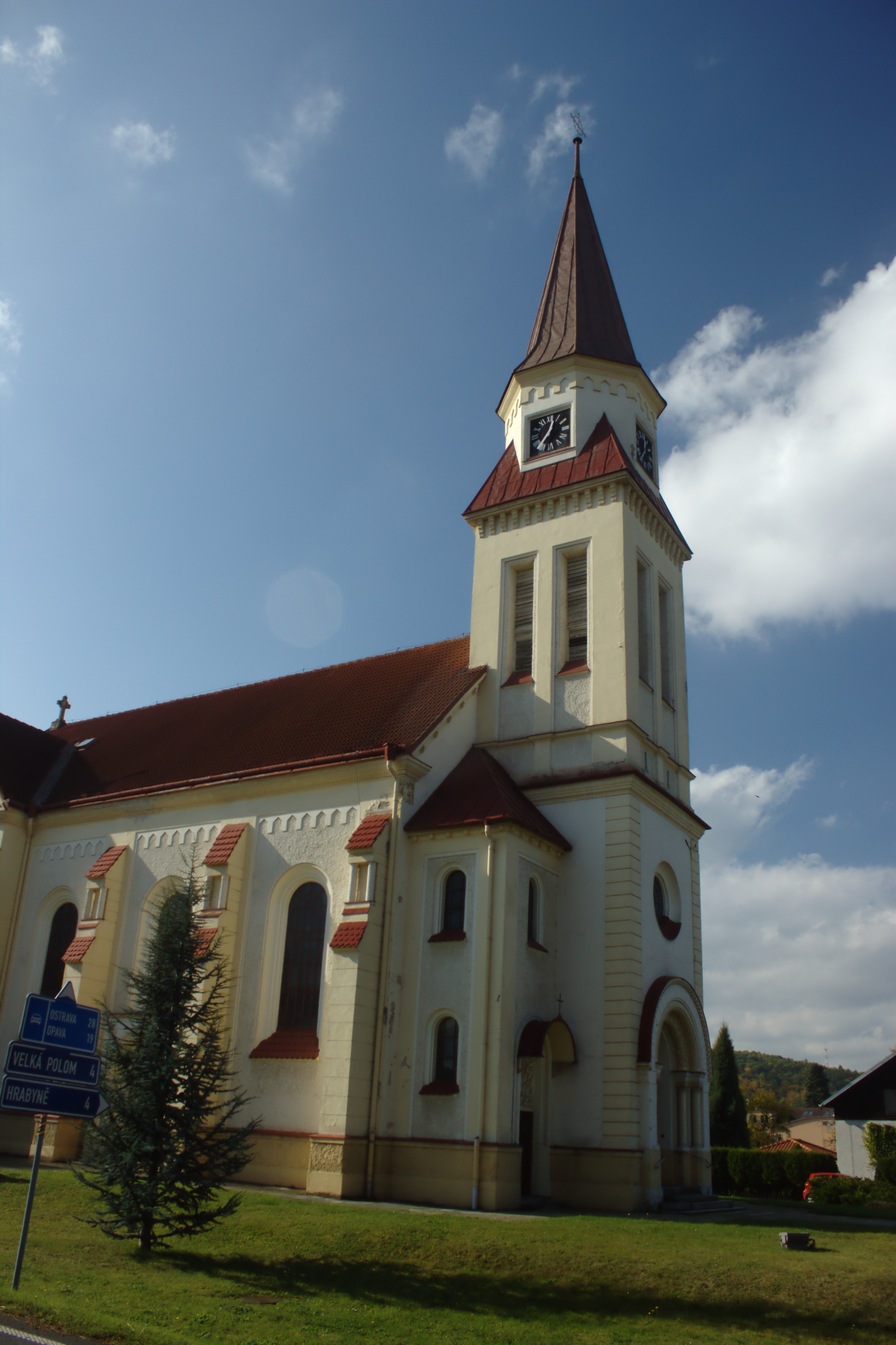
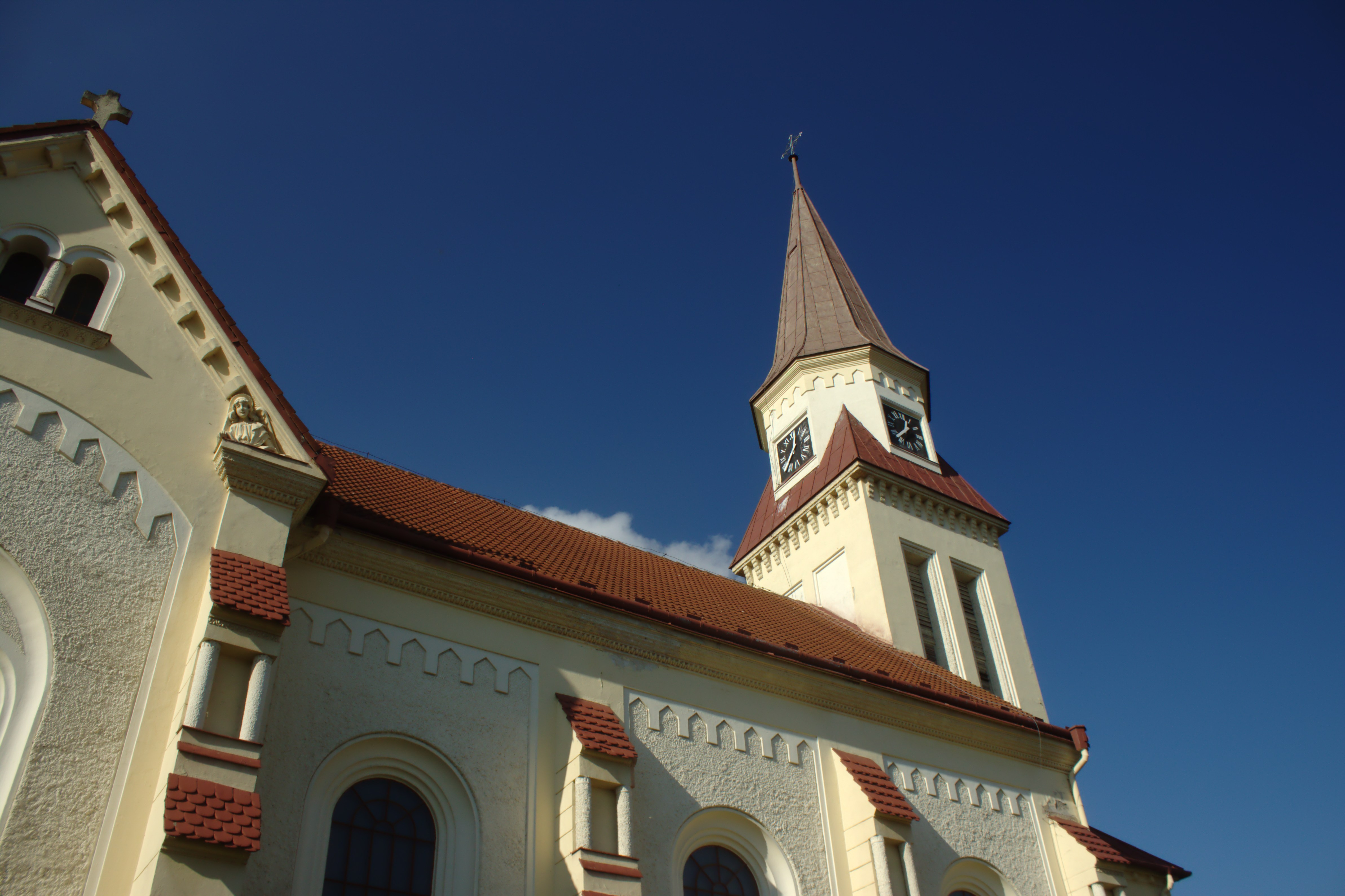
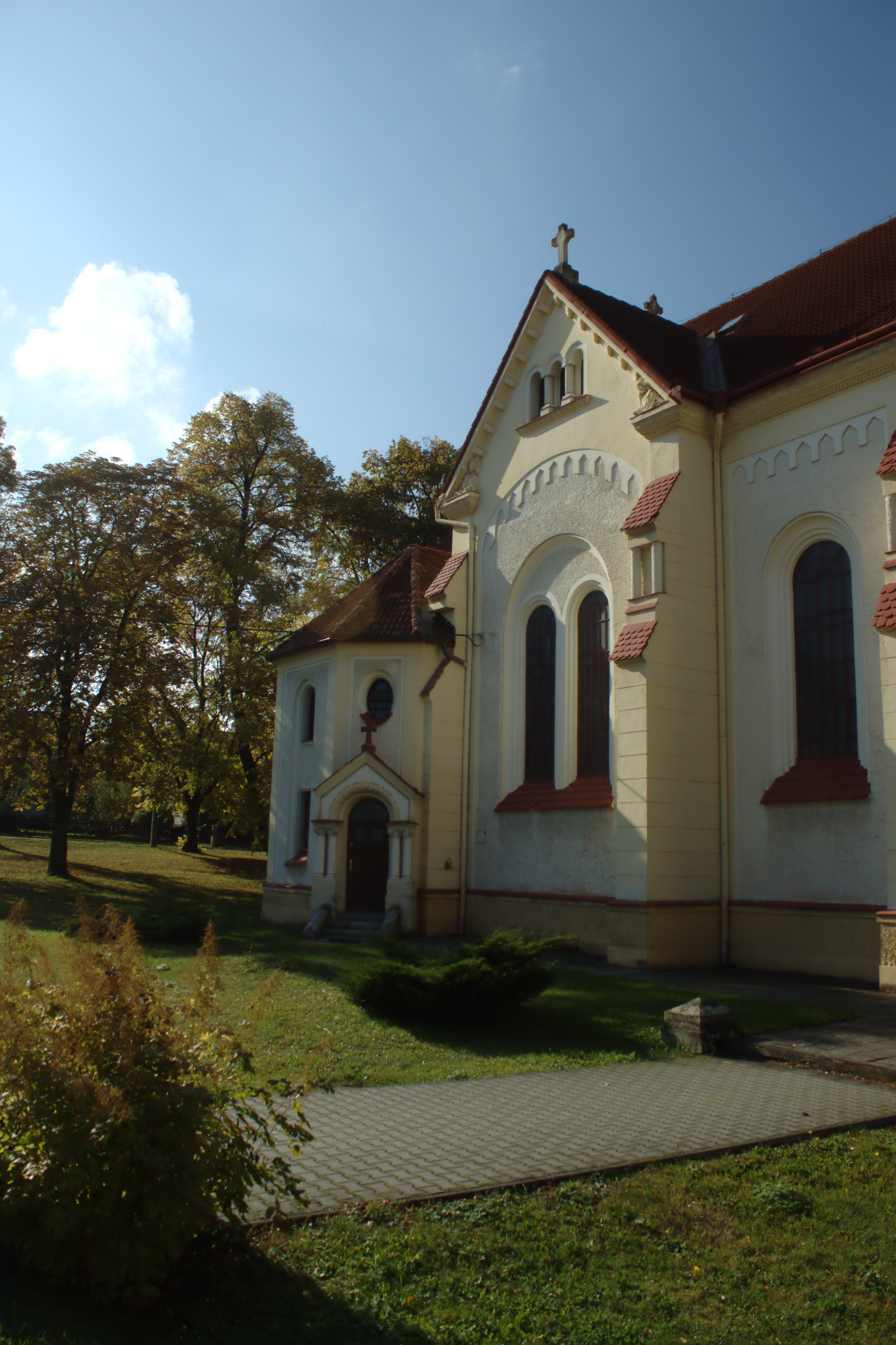
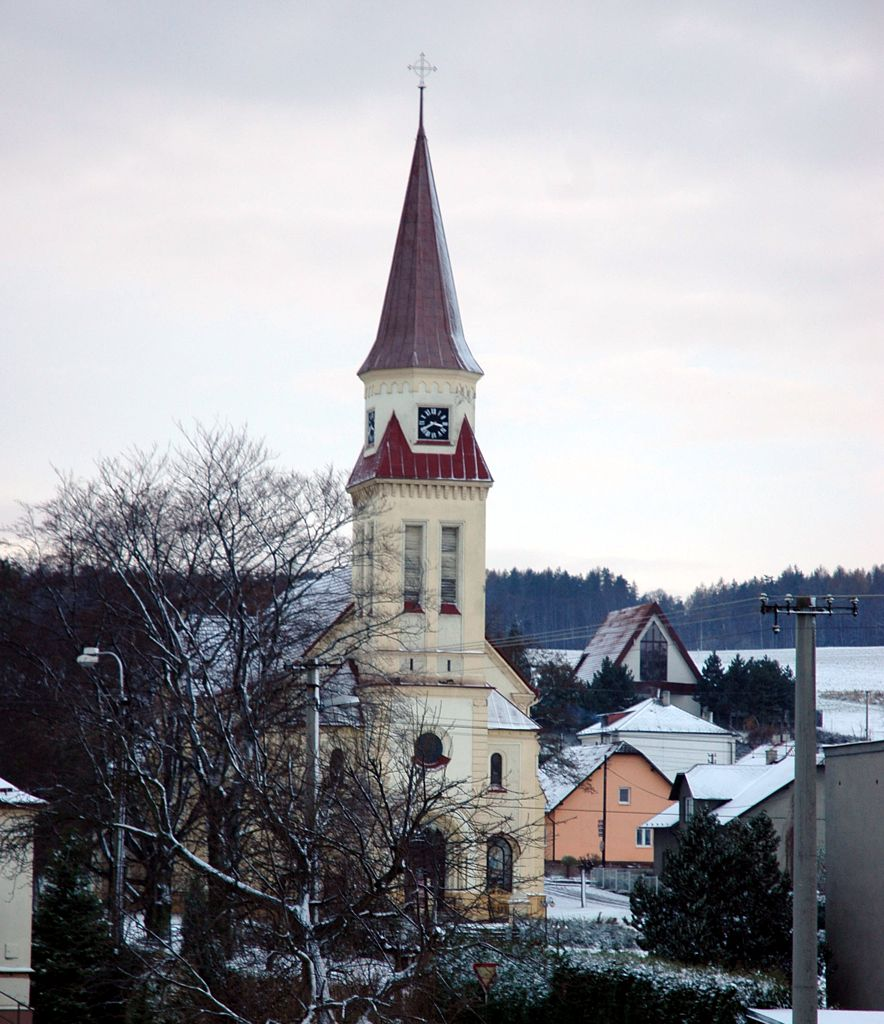